# 弗兰克·奥哈拉
法兰克·奥哈拉（英語：Frank O'Hara，1926年3月27日—1966年7月25日），美国作家、诗人。

## 生平
出生于巴尔的摩。曾参与第二次世界大战。第二次世界大战后，就读于哈佛大学，和爱德华·戈里是室友。后在密歇根大学获得英语文学硕士学位。 ISBN 0-8387-5467-8, ISBN 978-0-8387-5467-2.</ref>